# Friedrich-Gulda-Park
Der Friedrich-Gulda-Park ist eine nach dem Pianisten Friedrich Gulda benannte Parkanlage im 3. Wiener Gemeindebezirk Landstraße.

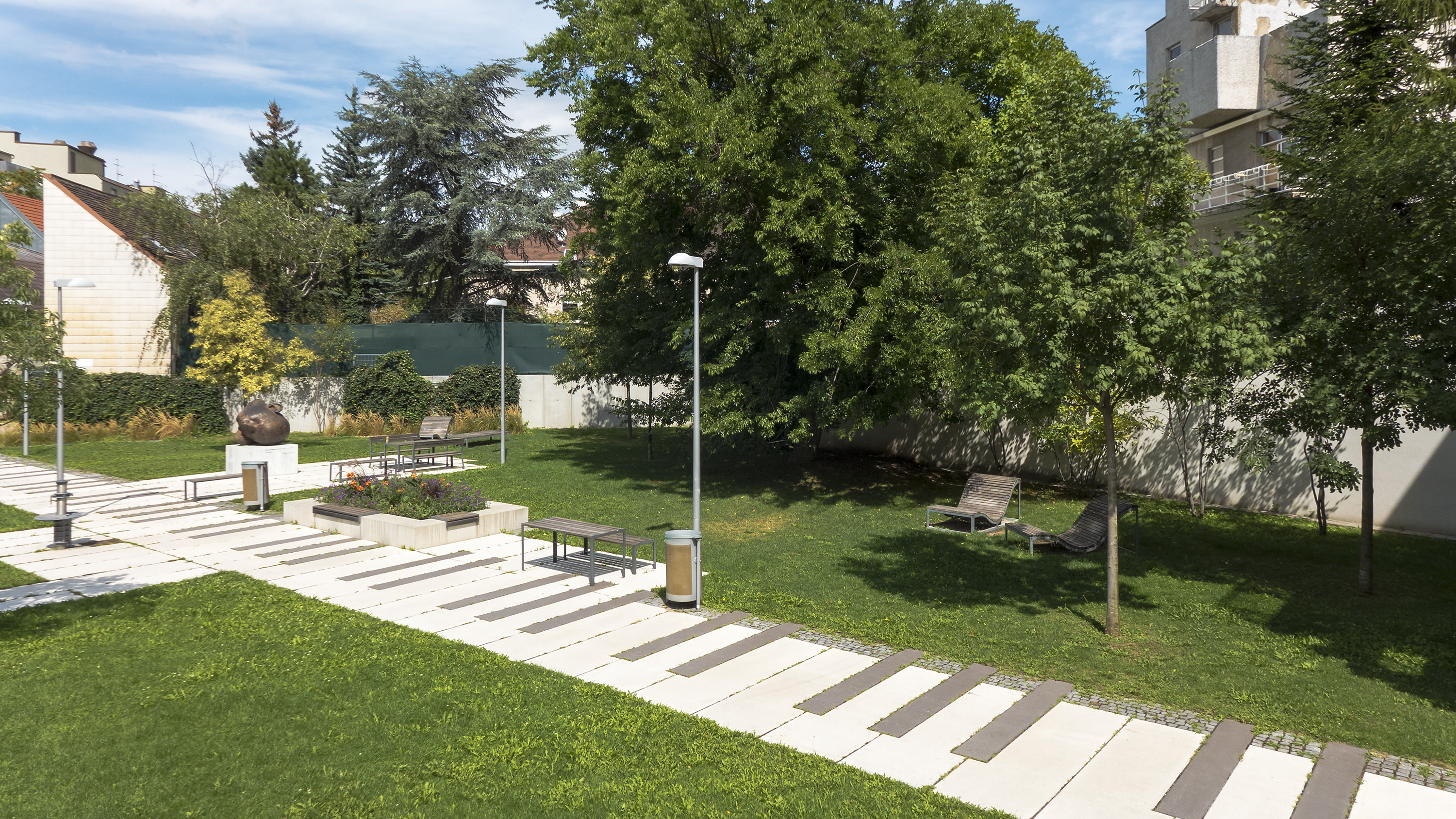
Friedrich-Gulda-Park

Die Namensgebung des Parks erfolgte am 7. Oktober 2008, die offizielle Eröffnung mit einem Fest am 8. September 2011. Der öffentlich zugängliche Park liegt innerhalb eines Wohnareals und zeichnet sich durch eine markante 50 Meter lange Klavier-Tastatur aus Beton am Boden aus, die von Gustav Peichl entworfen wurde. Seit 2011 erinnert eine Bronzeskulptur des Südtiroler Künstlers Lois Anvidalfarei in Form eines liegenden Kopfes an den Namensgeber des Parks.
Durch die ungefähr gleichzeitig entstandene Bebauung an der Westseite führt eine Passage in den Innenhof des Hauses Ungargasse 27, was dieses zum Durchhaus macht.